# Anacithara minutistriata
Anacithara minutistriata é uma espécie de gastrópode do gênero Anacithara, pertencente a família Horaiclavidae.